# Aoufous
Aoufous (en tamazight ⴰⵡⴼⵓⵙ, en arabe : أوفوس) est une petite ville du Maroc, centre urbain et chef-lieu de la commune rurale d'Aoufous, dans la province d'Errachidia et la région administrative de Drâa-Tafilalet.
Cette agglomération a été définie comme un centre urbain de commune rurale à l'occasion du dernier recensement de 2004, sa population comprenant alors 1 272 habitants et 269 ménages.

## Actions de développement
En 2017, l'Association Ziz Anammas pour le Développement et la Culture met en oeuvre, dans le cadre de l'initiative Objectif 2030, le projet "Unité de production des cure-dents écologiques dans la Commune rurale de Aoufous".